# Is It Over Now?
«Is It Over Now?» —en español «¿Ya terminó todo?»— es una canción de la cantautora estadounidense Taylor Swift publicada por la compañía Republic Records el 31 de octubre de 2023 como segundo sencillo del cuarto álbum regrabado de Swift, 1989 (Taylor's Version) (2023). Es la última de las cinco pistas «From The Vault» del disco y fue compuesta por ella misma junto a Jack Antonoff. Es una canción de balada electropop impulsada por una densa reverberación, sintetizadores y una caja de ritmos con eco.
La pista aborda principalmente las consecuencias de una relación fallida y los sentimientos complejos como el resentimiento y el arrepentimiento que surgen de esta, muchos la relacionan líricamente con «Out of the Woods» (2016), un sencillo de 1989. Republic Records lanzó «Is It Over Now?» a la radio de éxito contemporáneo de EE. UU. como sencillo el 31 de octubre de 2023.
Los críticos musicales elogiaron la composición y la letra narrativa, muchos destacando que el sencillo es un punto culminante del álbum y uno de los mejores trabajos de Swift. Múltiples publicaciones la incluyeron en su lista de las mejores canciones de 2023. La canción entró en la lista Billboard Hot 100 de EE. UU. en el puesto número uno y convirtió a Swift en la primera solista en reemplazarse a sí misma en la cima de la lista dos veces, record que luego extendería reemplazandose la semana siguiente con su sencillo «Cruel Summer» También alcanzó el puesto número uno en el Billboard Global 200 y en las listas de sencillos de Australia, Canadá, Nueva Zelanda y el Reino Unido.

## Antecedentes
La cantautora estadounidense Taylor Swift lanzó su quinto álbum de estudio, 1989, el 27 de octubre de 2014. Después de firmar un nuevo contrato con Republic Records, Swift comenzó a regrabar sus primeros seis álbumes de estudio en noviembre de 2020. La decisión se produjo tras una disputa pública de 2019 entre Swift y el manager de talentos Scooter Braun, quien adquirió Big Machine Records, incluidos los masters de los álbumes de Swift que el sello había lanzado. Al volver a grabar los álbumes, Swift tuvo la propiedad total de los nuevos masters, lo que le permitió controlar la concesión de licencias de sus canciones para uso comercial y, por lo tanto, sustituyó los masters propiedad de Big Machine. Desde julio de 2021 hasta julio de 2023, Swift lanzó tres álbumes regrabados de sus lanzamientos anteriores: Fearless (Taylor's Version), Red (Taylor's Version) y Speak Now (Taylor's Version); cada álbum también incluía varias pistas inéditas llamadas «From the Vault», que ella había escrito pero que no figuraban en la lista de canciones de los álbumes originales.
El 9 de agosto de 2023, Swift anunció su cuarto álbum regrabado, 1989 (Taylor's Version), durante su último de seis shows en el SoFi Stadium de Inglewood en el The Eras Tour. Ella describió sus temas «From the Vault» como «tan locos» y comentó: «No puedo creer que alguna vez se hayan quedado atrás». El 21 de septiembre, Swift dio a conocer la lista completa de canciones de 1989 (Taylor's Version), confirmando que la última de las cinco pistas del «from the Vault» sería «Is It Over Now?». Fue lanzado junto con la regrabación el 27 de octubre, exactamente nueve años después del álbum original. El álbum original fue el primer álbum «pop oficial» de Swift después de haber comercializado sus primeros cuatro álbumes en la radio country, y transformó su arte y su imagen del country al pop.

## Lanzamiento
«Is It Over Now?» se lanzó como parte de 1989 (Taylor's Version) el 27 de octubre de 2023. Republic Records lanzó la canción en la radio de éxito contemporáneo de EE. UU. como sencillo el 31 de octubre.